# Liste der Bodendenkmale in Liebstadt
In der Liste der Bodendenkmale in Liebstadt sind die Bodendenkmale der Stadt Liebstadt und ihrer Ortsteile nach dem Stand der Auflistung von Harald Quietzsch und Heinz Jacob aus dem Jahr 1982 aufgelistet. Eventuelle Änderungen und Ergänzungen, insbesondere aus der Zeit nach der Wende, sind nicht berücksichtigt, da für Sachsen aktuell keine neueren allgemein zugänglichen Bodendenkmallisten vorliegen. Die Baudenkmale sind in der Liste der Kulturdenkmale in Liebstadt aufgeführt.
| Denkmal-ID | Fundart            | Ortsteil      | Bezeichnung               | Zeitstellung    | Lage | Bemerkungen                                                                   | Bild |
| ---------- | ------------------ | ------------- | ------------------------- | --------------- | --- | ----------------------------------------------------------------------------- | ---- |
| ?          | besonderer Stein   | Großröhrsdorf | Steinkreuz                | Spätmittelalter | südwestlicher Ortsteil, südöstlich an der Großröhrsdorfer Straße                                                 | Schutz seit 27. Juli 1972                                                     |      |
| ?          | besonderer Stein   | Großröhrsdorf | Steinkreuz                | Spätmittelalter | südwestlicher Ortsteil                                                                                           | Scheibenförmiger Kopf mit flach reliefiertem Kreuz, Schutz seit 27. Juli 1972 |      |
| ?          | besonderer Stein   | Großröhrsdorf | Steinkreuz                | Spätmittelalter | westlich des Orts im Müglitztal, am Felsen unmittelbar nordöstlich an der Straße, südöstlich der Eisenbahnbrücke | Schwerteinzeichnung, Schutz seit 27. Juli 1972                                |      |
| ?          | besonderer Stein   | Liebstadt     | Gruppe von 3 Steinkreuzen | Spätmittelalter | südwestlicher Ortsteil, westlich an der Straße nach Döbra, am Fußweg nach Berthelsdorf                           | Dolcheinzeichnung auf einem Kreuz, Schutz seit 21. Juni 1972                  |      |
| ?          | Befestigung > Burg | Liebstadt     | Wehranlage „Kuckuckstein“ | Mittelalter     | östlich über dem Ort, Schlossbereich                                                                             | Befestigter Felssporn mit Halsgraben, durch Schloss überbaut und verändert    |      |
| ?          | besonderer Stein   | Waltersdorf   | Gruppe von 2 Steinkreuzen | Spätmittelalter | im Ort, westlich der Waltersdorfer Straße am Löschwasserteich                                                    | Armbrusteinzeichnung, Schutz seit 21. Juni 1972                               |      |